# Gennadiy Adams
Gennadiy Adams (Phoenix, 13 settembre 1994) è un giocatore di football americano statunitense che milita nel ruolo di runningback nei Panthers Wrocław della European League of Football (ELF).
Ha giocato nella squadra universitaria della Simon Fraser University e poi per i Bemidji State Beavers, venendo poi selezionato come undrafted free agent dai Minnesota Vikings. Ha in seguito firmato con la squadra svedese degli Örebro Black Knights e con i tedeschi Potsdam Royals (coi quali ha vinto una European Football League) e Frankfurt Universe per passare in seguito alla squadra professionistica tedesca dei Frankfurt Galaxy.
Dal campionato 2023 torna a giocare per i Potsdam Royals.

## Palmarès
- 1 European Football League (2019)
- 1 ELF Championship (Frankfurt Galaxy, 2021)